# Orquestra Sinfônica de Cantão

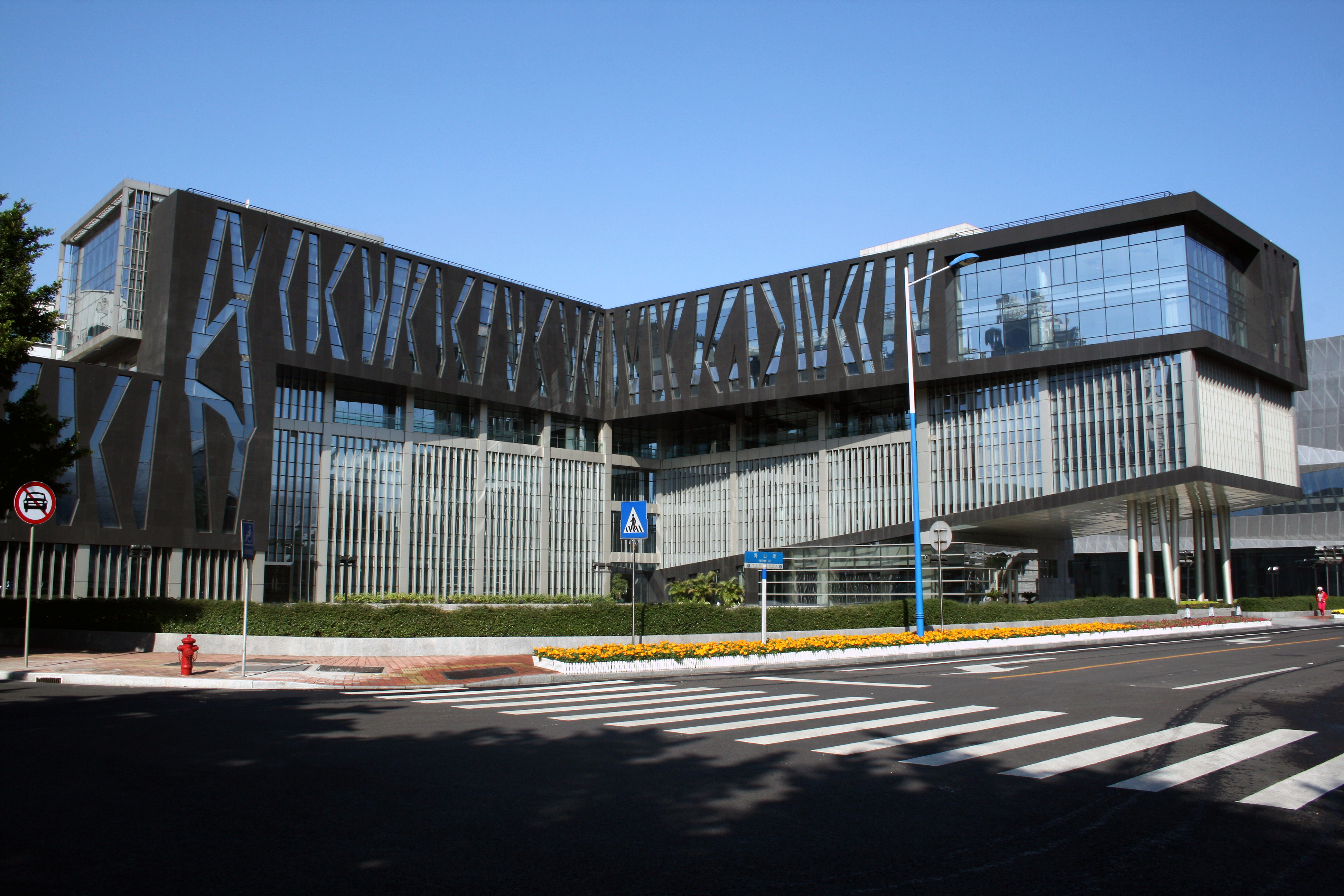
Sede da orquestra em Cantão (Guangzhou)

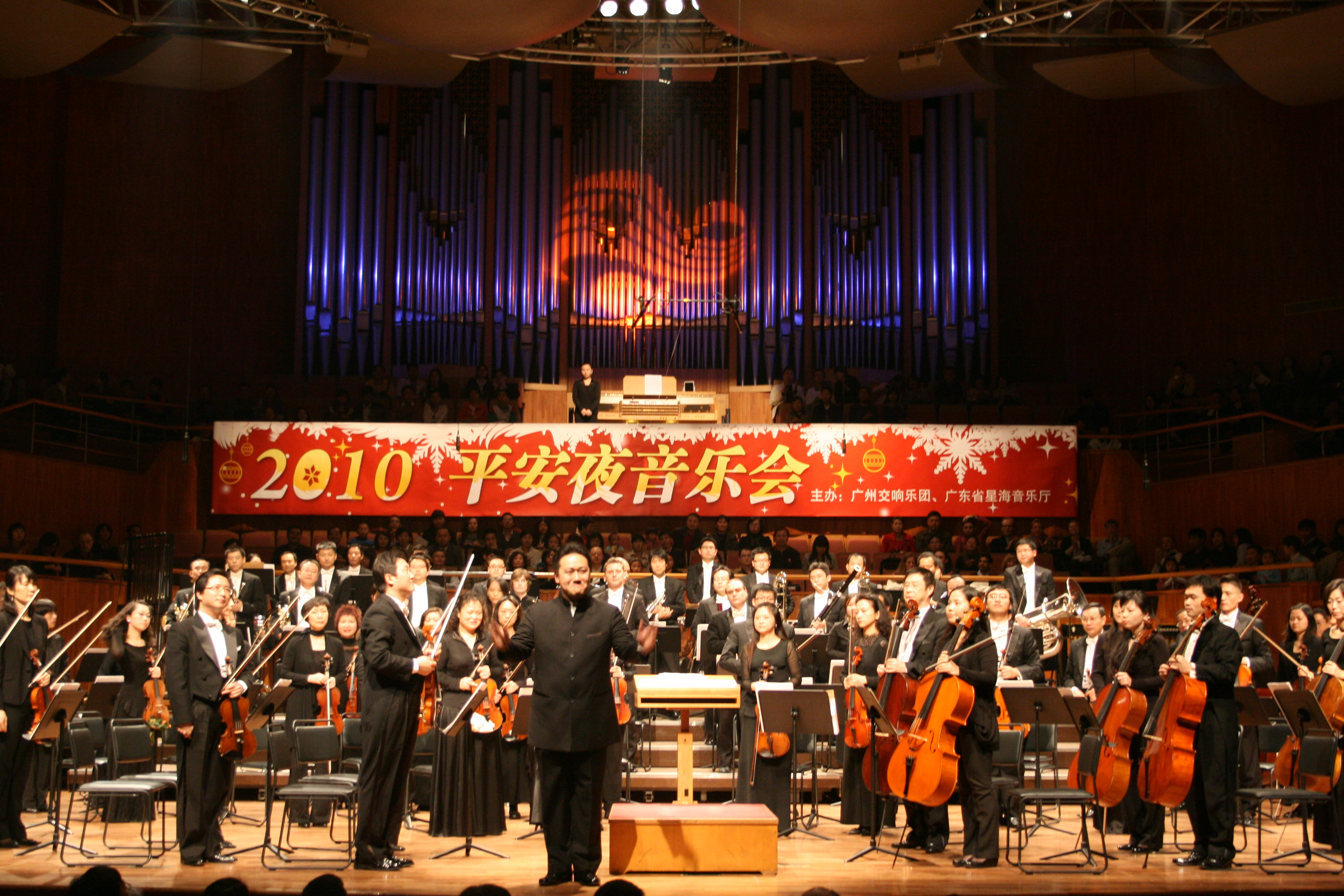
A orquestra numa apresentação em 2010

A Orquestra Sinfônica(pt-BR) ou Sinfónica(pt-PT?) de Cantão (ou de Guangzhou) (chinês: 广州交响乐团) é uma orquestra sinfónica chinesa baseada em Guangzhou (Cantão), Guangdong. Foi fundada em 1957. O atual diretor artístico da orquestra é o maestro Long Yu. Essa é a única orquestra chinesa a fazer turnês pelos cinco continentes.